# 律師會
律師會（英語：law society）是具有規管作用的律師聯會，包括監管律師法律訓練、執業資格及業務操守的權利。在區分大律師（barrister）與事務律師（solicitor，可簡稱「律師」）的司法管轄區，事務律師由律師會規管，而大律師則由大律師公會（bar association）規管。

## 歷史
近年來，律師會發生了很大變化，澳洲、紐西蘭、英格蘭、威爾斯及蘇格蘭政府為大律師及事務律師分別設立了政府資助的規管機構，亦令律師會代表其成員的利益。

### 加拿大
在加拿大，每個省和地區都有一個律師會（法語：barreau），法定責任是為了公眾利益規管法律專業。這些律師會是加拿大律師會聯合會（Federation of Law Societies of Canada）的成員，該聯合會旨在加強其成員之間的協調並鼓勵成員規則及程序的標準化。
在加拿大的普通法司法管轄區，律師包含大律師（barrister）及事務律師（solicitor）。因此，每個省或地區都有一個律師會來規管和代表法律專業人士的利益。
在加拿大唯一的大陸法司法管轄區魁北克省，法律專業分為由魁北克省律師公會（Bar of Quebec）管限的律師（legal advocate）及由魁北克省公證人協會（Chamber of Notaries of Quebec）管限的公證人（civil law notary）。

## 律師會列表

### 加拿大
加拿大的每個省及地區都有一個管限法律專業的律師會，魁北克省則有兩個。
- 亞伯達省律師會（Law Society of Alberta，1907）
- 卑詩省律師會（Law Society of British Columbia，1869）
- 緬尼吐巴省律師會（Law Society of Manitoba，1907）
- 紐賓士域省律師會（Law Society of New Brunswick，1846）
- 紐芬蘭與拉布拉多省律師會（Law Society of Newfoundland and Labrador，1834）
- 西北地區律師會（Law Society of the Northwest Territories，1978）
- 諾華斯高沙省律師會（Nova Scotia Barristers' Society，1825） - 繼承自諾華斯高沙律師公會（Nova Scotia Bar，約1749）
- 努拿烏特地區律師會（Law Society of Nunavut，1999）
- 安大略省律師會（Law Society of Ontario，1797）
- 愛德華王子島省律師會（Law Society of Prince Edward Island，1876）
- 魁北克省律師會（Bar of Quebec，1849） - 繼承自非法定團體「律師社群」（Community of Lawyers，約1765）
- 魁北克省公證人協會（Chamber of Notaries of Quebec，1870）
- 沙斯卡寸旺省律師會（Law Society of Saskatchewan，1907）
- 育空地區律師會（Law Society of Yukon，1971）

### 香港
- 香港律師會（Law Society of Hong Kong，約1907）